# Тармак Юрі Аадувич
Юрій Ааадувич Тармак (ест. Jüri Tarmak; нар. 21 липня 1946 — пом. 22 червня 2022) — естонський радянський легкоатлет, який виступав у стрибках у висоту.
На внутрішніх радянських змаганнях представляв Ленінград та спортивне товариство «Динамо».
Батько — Ааду Тармак (1914—2000) — дворазовий чемпіон СРСР з метання диска (1943, 1944).

## Із життєпису
Олімпійський чемпіон зі стрибків у висоту (1972).
Срібний (1971) та бронзовий (1972) призер чемпіонатів Європи в приміщенні.
Бронзовий призер чемпіонату СРСР (1970). Чемпіон СРСР у приміщенні (1972). Срібний призер чемпіонату СРСР у приміщенні (1973).
Учасник матчевої зустрічі СРСР — США в приміщенні 1973 (3-тє місце).
По завершенні легкоатлетичної кар'єри закінчив Ленінградського державного університету (1975), згодом здобув ступінь кандидата економічних наук (1985), працював бізнес-консультантом, очолював різні спортивні громадські організації.
Пішов з життя в 75 років.

## Визнання
- Заслужений майстер спорту СРСР (1972)
- Кавалер Орден «Знак Пошани»
- Почесний член Олімпійського комітету Естонії (1997)
- Кавалер Ордена Естонського Червоного Хреста 2 ступеня (2001)